# Coccoloba nipensis
Coccoloba nipensis är en slideväxtart som beskrevs av Ignatz Urban. Coccoloba nipensis ingår i släktet Coccoloba och familjen slideväxter. Inga underarter finns listade i Catalogue of Life.